# Eriopisella upolu
Eriopisella upolu är en kräftdjursart som beskrevs av J. L. Barnard 1970. Eriopisella upolu ingår i släktet Eriopisella och familjen Melitidae. Inga underarter finns listade i Catalogue of Life.